# Bottle Pop
"Bottle Pop" (em português:  Garrafa Pop) é uma canção do girl group americano The Pussycat Dolls, extraída do seu segundo álbum de estúdio Doll Domination (2008). A canção foi escrita e produzida por Sean "The Pen" Garrett e Fernando Garibay com textos adicionais de Nicole Scherzinger e produção adicional de Clubba Langg. Musicalmente, a música apresenta insinuações sexuais, eletrônica divertida e é apoiada por electro beats.
A recepção crítica de "Bottle Pop" foi mista, já que alguns críticos criticaram a aparição de Snoop Dogg descrevendo-a como parte convidada sonâmbula, enquanto outros a chamaram de a melhor faixa de Doll Domination . A música conseguiu atingir o número um no Hot Dance Club Play da Billboard, ao mesmo tempo em que alcançou o número dezessete na Austrália e Nova Zelândia. O videoclipe que acompanha o single foi de Thomas Kloss. No vídeo, as Dolls são vistas dançando em um teatro vestindo roupas sexy, espacial, metálicas e coloridas e, no final, são acompanhadas por vários dançarinos de apoio. Os críticos elogiaram as roupas coloridas. A música foi cantada na Doll Domination Tour e no Dick Clark's New Year's Rockin' Eve with Ryan Seacrest.

## Antecedentes e composição
Após o sucesso comercial do álbum de estréia das Pussycat Dolls, PCD (2005), a vocalista Nicole Scherzinger anunciou que seguiria uma carreira solo paralela, e começou a trabalhar em seu próprio álbum solo sob o título, Her Name Is Nicole. No entanto, devido à falta de sucesso de seus singles, Scherzinger voltou a se dedicar ao Pussycat Dolls, e as gravações começaram para o segundo álbum de estúdio do grupo, Doll Domination.
"Bottle Pop" foi co-escrito por Sean Garrett, Fernando Garibay e Nicole Scherzinger. A produção da música foi dirigida por Garret e Garibay, enquanto que Clubba Langg foi co-produtora. Snoop Dogg aparece como cortesia da Doggy Style Records/Geffen Records. Os vocais de Scherzinger foram gravados por Miles Walker com a ajuda de Mike Hogue, Chris Kasych e Brian Schunck no Chalice Studios em Los Angeles e Record Plant em Hollywood, enquanto os vocais de Snoop Dogg foram gravados por Chris Jackson no Irvine Spot em Irvine, Califórnia. Foi mixado por Tony Maserati em Cannan Road Studios, em Nova York. Os teclados foram tocados por Kennard Garrett e Raymond "Rayza" Oglesby, enquanto Oglesby também lidou com a programação adicional de bateria. Toda instrumentação e programação foi realizada por Garret e Garibay. Musicalmente, a música apresenta insinuações sexuais, eletrônica divertida e é apoiada por electro beats; Nicole Scherzinger usa vozes ofegantes enquanto canta a música. Jim Farber do Daily News disse que a música tem um "gancho imbecil que você não pode resistir". Jaime Gill do 'Yahoo! RU e Irlanda notaram que Scherzinger soa como Gwen Stefani. Steve Perkins da BBC - Chart Blog, disse que ritmicamente e melodicamente é influenciado por "Low" de Flo Rida e "Goodies" de Ciara / "Freek-A-Leek" de Petey Pablo, mas com o tempero das PCD.

## Recepção

### Crítico
Avaiação para "Bottle Pop" foram mistas. Nic Oliver crítico de música do MusicOMH, descreveu as partes de Snoop Dogg e Missy Elliott como "partes convidadas do sonambulismo". Ele também observou que as letras foram escritas por um aluno do segundo ano. Stephen Thomas Erlewine da Allmusic chamou o camafeu Snoop Doggs de "um telefonema". Jaime Gill do Yahoo! Music UK descreveu o "Bottle Pop" como "muito tratado". No entanto, o crítico de música Jim Farber comentou que "'Bottle Pop' tem um gancho imbecil que você não pode resistir". Spence D. da IGN descreveu a música como "é como macarrão com queijo, no final das contas, não é a escolha mais saudável, mas meio saborosa, no entanto." Stuart Derdeyn chamou a música de uma das melhores faixas do álbum."'Bottle Pop' apresenta o rap de Snoop Dogg que ele poderia ter feito em seu sono, mas a produção de Sean Garrett é nítida." Nick Levine da Digital Spy, em uma revisão do Doll Domination, comparou o som de Blackout de Britney Spears.

### Comercial
Após o lançamento de Doll Domination, "Bottle Pop" conseguiu entrar no Canadian Hot 100 na posição 88, sobre a edição de 11 de outubro de 2008. Nos Estados Unidos, a música estreou no número 48 da Hot Dance Club Play em 21 de março de 2009. Em 16 de maio de 2009, a música conseguiu chegar ao topo em número um, tornando-se a quinta música das Pussycat Dolls a atingir o número um em todas as tentativas. Também se tornou o quarto lançamento consecutivo de Snoop Doggs. Na Austrália, a canção estreou aos vinte e cinco, em 15 de março de 2009. Na semana seguinte, atingiu o número dezessete. Na Nova Zelândia, a música conseguiu estrear usando o remix com Devolo. Na semana seguinte, atingiu o número dezessete.

## Videoclipe
O videoclipe foi dirigido por Thomas Kloss. Na MTV News, Scherzinger falou sobre o videoclipe: "Vai ser muito divertido. Vai ser um vídeo de dança. Obviamente, vocês poderam vê pelo nosso guarda-roupa, vai ser muito colorido e divertido ... divertido! Vocês vão querer estourar algumas garrafas depois dessa." O vídeo estreou em 9 de fevereiro de 2009. O vídeo apresenta as Dolls invadindo um teatro e realizando a coreografia das músicas no palco antes de um cenário com tema de bonecas. Os dançarinos que acompanharam as Dolls na turnê aparecem no final do vídeo, fazendo uma pausa de dança com elas. Snoop Dogg não aparece no vídeo.
Jocelyn Vena, da MTV, comentou que "As Pussycat Dolls fizeram uma carreira a partir da letal combinação de poucas roupas, cabelos grandes e muita maquiagem. E as vendo enfeitadas no set de seu novo clipe 'Bottle Pop', É claro que elas querem que o visual ilustre a música que elas descrevem como 'diversão louca'." Alison Maloney, do The Sun, notou que as Dolls estavam "saltando em trajes metálicos sensuais, espacial e da promoção". Jennifer Trevorrow de "Entertainment Wise" concordou dizendo "[Eles] parecem perfeitos, mostrando seus movimentos característicos em uma seleção de roupas coloridas e maquiagem glamourosa". No entanto, algumas críticas elogiaram o vídeo. Sound Savvy disse, "todos os vídeos do grupo parecem os mesmos - sexy (e com uma ligeira sacanagem), coreografias e Nicole no centro das atenções. Resumindo: se vc já viu clipe, então vc já viu todos eles ... Merda já é sua vez?."

## Performances ao vivo
"Bottle Pop" foi apresentado ao vivo pela primeira vez na Véspera de Ano Novo de Dick Clark, em 2008, com Ryan Seacrest.

## Listagens de faixas
| - CD single / download Digital (faixa-2) 1. "Bottle Pop" (Versão do Álbum) — 3:32 2. "Bottle Pop" (Moto Blanco Club Mix) — 6:53 - Download Digital (Versão de Devolo Mix) 1. "Bottle Pop" (Versão de Devolo Mix) — 3:31 - Download Digital (faixa-3) 1. "Bottle Pop" (Versão do Álbum) — 3:30 2. "Bottle Pop" (Versão em Vídeo) — 3:00 3. "Bottle Pop" (Dave Audé Club Mix) — 8:31 | - Download Digital (Remixes) 1. "Bottle Pop" (Dave Audé Radio Mix) — 3:41 2. "Bottle Pop" (Moto Blanco Radio Mix) — 3:07 3. "Bottle Pop" (Moto Blanco Club Mix) — 6:51 4. "Bottle Pop" (Moto Blanco Dub Mix) —6:38 5. "Bottle Pop" (Digital Dog Extended Mix) — 4:03 6. "Bottle Pop" (Digital Dog Radio Mix) — 3:01 7. "Bottle Pop" (Digital Dog Extended Mix II) — 4:03 8. "Bottle Pop" (Digital Dog Radio Mix II) — 3:01 |

## Créditos e equipe
Créditos adaptados do encarte do Doll Domination.
Gravação
- Gravado no Chalice Studio B (Los Angeles, California); Record Plant (Hollywood, California); Irvine Spot (Irvine, California)
- Mixado no Canaan Road Studios (New York City)

Equipe
- The Pussycat Dolls – artista principal
- Clubba Langg –  coprodução
- Fernando Garibay – compositor, produção, instrumentação, programação
- Mike Hogue – gravação assistente
- Chris Kasych – gravação assistente
- Kennard Garrett – teclados
- Sean "The Pen" Garrett – compositor, produção, instrumentação, programação
- Tony Maserati – mixagem
- Raymond "Rayza" Oglesby – teclados, programação adicional de bateria
- Nicole Scherzinger – compositora
- Brian Schunck – gravação assistente
- Miles Walker – gravação
- Matt Wheeler – gravação (vocal de Snoop Dogg)

## Desempenho nas paradas

### Posições
| Chart (2008–09)                               | Maior posição |
| --------------------------------------------- | ------------- |
| Austrália (ARIA)                              | 17            |
| Austrália(ARIA Urban)                         | 5             |
| Canadá (Canadian Hot 100)                     | 88            |
| Bélgica (Ultratip Bubbling Under de Flandres) | 9             |
| Estados Unidos (Billboard Dance Club Songs)   | 1             |
| Nova Zelândia (Recorded Music NZ) Com Devolo  | 17            |

| Paradas (2009)                       | Melhor posição |
| ------------------------------------ | -------------- |
| Austrália (ARIA Physical)            | 50             |
| Austrália (ARIA Urban)               | 43             |
| EUA (Billboard Hot Dance Club Songs) | 21             |

## Histórico de lançamento
| País          | Data                    | Formato                                 | Gravadora |
| ------------- | ----------------------- | --------------------------------------- | --------- |
| Nova Zelândia | 23 de fevereiro de 2009 | Download digital (Versão de Devolo Mix) | Universal |
| Austrália     | 6 de março de 2009      | Download digital (faixa-2)              | Universal |
| Alemanha      | 13 de março de 2009     | Download digital (faixa-3)              | Universal |
| Alemanha      | 13 de março de 2009     | Download digital (Remixes)              | Universal |